# 武芸諸譜
武芸諸譜（ぶげいしょふ）は、李氏朝鮮で使用された兵法書。この項目では、その続編及び影響下に著された兵書についても記述する。

## 武芸諸譜
1592年から1597年の文禄・慶長の役で朝鮮は日本軍の猛攻を受けた。『懲毖録』によれば1593年夏、痔疾療養中の柳成龍を明将駱尚志が見舞い、中国兵術の習得を勧めた。そこで軍将兵70人を駱の配下10人につけて、槍、剣、狼筅などの技術を学ばせたという。これを契機として朝鮮宮廷は1594年に訓錬都監を設立、兵の訓練と対日戦術の研究を行った。
朝鮮半島では弓術と馬術が重視され近接戦闘は顧みられなかったが、宣祖は日本軍の刀槍による死傷を考慮し、中国に学んだ刀剣、槍棍の訓練を命じた。軍上層部からは弓術軽視につながるとして反対意見が上奏されている。
訓錬都監の教本として戚継光の『紀効新書十八巻本』（1560年）を採用し、1598年これを基に韓嶠が「棍」「籐牌（片手盾）」「狼筅」「長槍」「鐺鈀」「長刀」の六技を抜き出し訳した『武芸諸譜』が刊行された。1604年には内容を付け足した『武芸諸譜続集』が出た。軍では「降倭」からの日本剣術の習得も行われている。

## 武芸諸譜翻訳続集
1610年に光海君の命により、崔起南が『武芸諸譜続集』を基にハングル訳したものが『武芸諸譜翻訳続集』である。
以前の十八巻本には欠けていた、日本剣術、対倭寇戦術、日本国情などを加筆した『紀効新書十四巻本』（1588年）を引用して「日本考」四巻が付け加えられ、日本の地理、風俗、戦術、剣術などを解説した。17世紀ハングル文法の例としても史料的価値は高い。
ここまでの朝鮮の兵書編纂は、対日戦での苦渋の記憶から、日本相手の軍隊強化が目的であり、兵卒向けに絵図を多用したハングル訳書籍でもそれがうかがえる。また、精神修養を兼ねるものではなく、あくまでも兵卒の軍事技術である。
ところが、1627年の丁卯胡乱と1636年の丙子の乱では、満州騎兵と火砲を主力にする清軍を相手に、大幅な戦術転換を迫られることとなった。更に清朝の中国支配による戦争の終結で、以後一世紀に渡り忘れさられる。
また、これらとは別に、降倭からは積極的に鳥銃戦術の習得に努め、朝鮮鳥銃隊は高い練度を見せた。孝宗は清より、黒竜江からの南下を狙った新勢力ロシアとの戦いに兵力派遣を命ぜられ（1654年と1658年の羅禅征伐、ko:나선정벌）鳥銃隊を送っている。派遣部隊は、数で上回る露軍を撃退する功績を挙げた。

## 武芸新譜
1759年に英祖の命で荘献世子が編纂させたものが『武芸新譜』である。原本が散逸したため、『武芸図譜通志』での説明以外は詳細不明。
18世紀の朝鮮は、派閥抗争を制した、「崇明排清」を理念とする老論派が主導した。この時代、小中華思想による影響から自国文化の見直しが図られたが、「実学」の機運も高まっている。この風潮に合わせて、1728年の戊申の乱（李麟佐の乱）で大規模反乱を経験した英祖が、軍隊の強化を図るために官修を命じたものである。内容は『武芸諸譜』の六技に「竹長槍」「鋭刀」「提督剣」「拳法」「鞭棍」などの中国武術を九技、「倭剣」「交戦」の二技を日本武術から、そして朝鮮伝来と称する「本国剣」が載せられていたという。
なお、ここで挙げられた「交戦」とは、日本武術でいうところの組手を図譜で解説したものである。中国武術とそれを基にした朝鮮では、一人で鍛錬する、日本でいう「型」の取得が基本で、これを熟達させることで相手を上回ることを目指すものであった。

## 武芸図譜通志
1790年に正祖の命で、武芸新譜を基に編纂されたものが『武芸図譜通志』である。
この時代には老論派内部でも、絶頂期にあった清の経済力と高い文化を認めた「北学派」があらわれ、実学の風潮が更に高まっている。
内容は『武芸新譜』の十八技に、「騎槍」「馬上月刀」「撃球（打毬）」などの中国馬上技（唐の時代にペルシャから伝わった可能性あり）、六技を加えた二十四技からなっている。
『武芸新譜』から続いて掲載されたうちで特筆されるのは、「倭剣譜」「交戦譜」と「本国剣」である。
武官金体乾は倭館に出入りして剣術を習得、更に1682年に徳川綱吉の将軍就任を祝賀して粛宗が派遣した朝鮮通信使にも随行し、「土由流」「運光流」「千柳流」「柳彼流」を学んだという。これに拠ったものが「倭剣譜」「交戦譜」であるが、金体乾が学んだという流派名は存在せず、実際は何流であるか判別していない。図譜の内容も日本剣術の正確さの検証はされていない。
「本国剣」は新羅時代の花郎を起源とする伝統剣術とされているが、明代の『武備志』に掲載された「朝鮮勢法」の写しであることがわかっている。